# Can Bofill (Mont-ras)
Can Bofill és una casa d'estiueig realitzada l'any 1973 per l'arquitecte Ricard Bofill per als seus pares al municipi de Mont-ras (Baix Empordà) inclosa en l'Inventari del Patrimoni Arquitectònic de Catalunya.
Es tracta d'un conjunt aïllat, envoltat de jardí, al sud-est del nucli de Mont-ras i format per diversos pavellons construïts sobre una plataforma, distribuïts a l'entorn d'un espai central on hi ha la piscina i connectats per escales. Els dos cossos principals, idèntics, són els que contenen la sala d'estar, amb xemeneia amb volta catalana, la sala de música i el dormitori principal, amb bany i vestidor. Al primer pis hi ha la biblioteca i al segon la sala de joc i una sala d'estar amb comunicació directa amb la piscina. La resta de mòduls és dedicada altres dormitoris i complements. El menjador, obert a la piscina, es comunica amb la cuina i la zona de servei a través d'una porta giratòria. Tots els pavellons apareixen revestits de maó marró, i el menjador de ceràmica vermella. Un conjunt de xiprers serveixen de contrapunt a la composició volumètrica de Can Bofill.